# Westside Connection
Westside Connection er en hiphop/rap gruppe fra USA.
Gruppens debutalbum Bow Down udkom i 1996.
| Musikgruppe | Spire Denne artikel om en amerikansk musikgruppe er en spire som bør udbygges. Du er velkommen til at hjælpe Wikipedia ved at udvide den. |